# لاک‌پشت آبزی

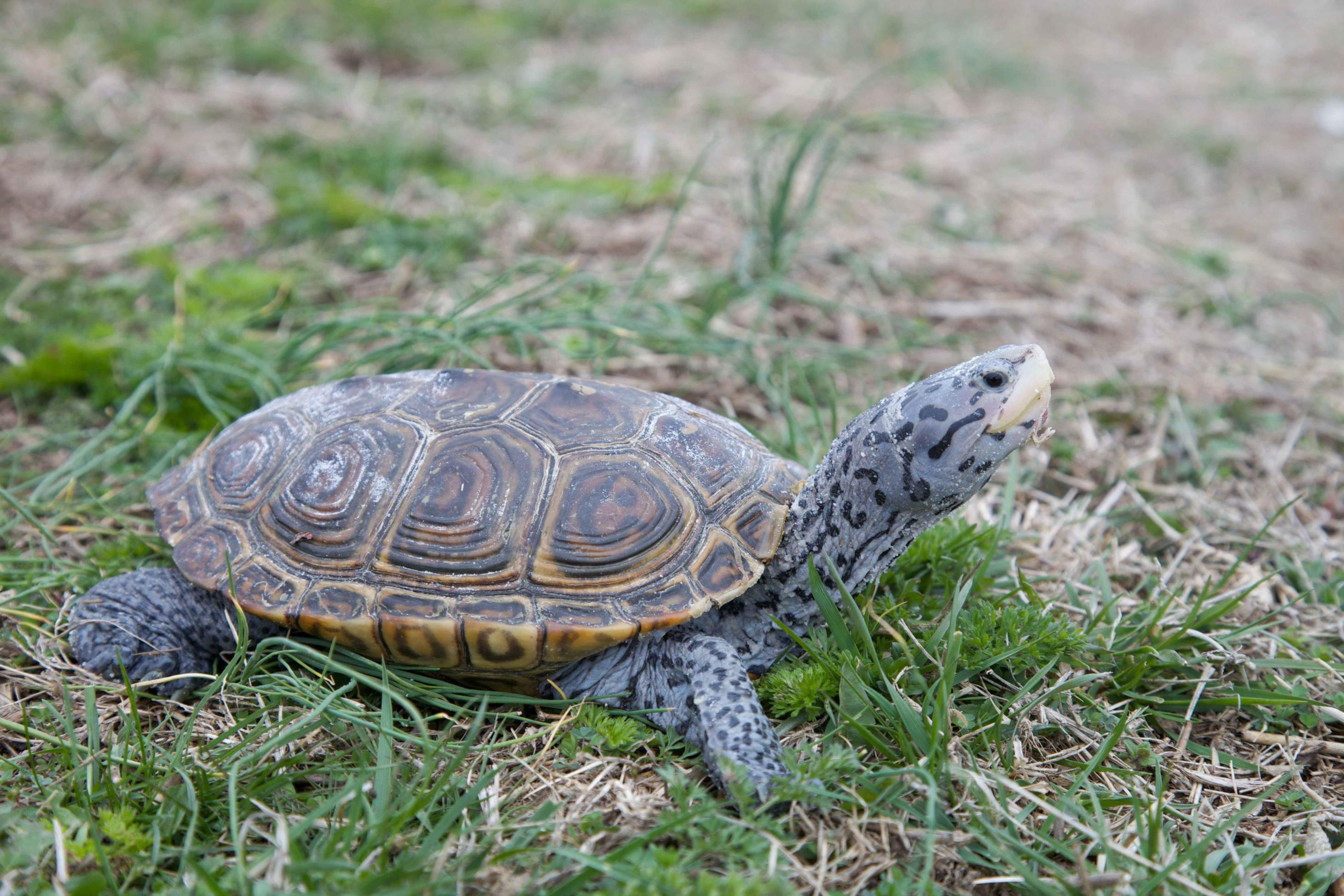
تراپین پشت الماس

لاک‌پشت‌های آبزی یا لاک‌پشت‌های تراپین‌ (به انگلیسی: Terrapin) یکی از چندین گونه کوچک لاک‌پشت (راسته Testudine) هستند که در آب‌های شیرین یا شور زندگی می‌کنند. تراپین‌ها یک واحد آرایه‌ای را تشکیل نمی‌دهند و ممکن است ارتباط نزدیکی با هم نداشته باشند. بسیاری از آنها به خانواده‌های Geoemydidae و Emydidae وابستگی دارند.
نام «تراپین» از torope گرفته شده‌است، کلمه‌ای در زبان آلگونکی که به گونه Malaclemys terrapin (گوزن کوهی Diamondback) اشاره دارد. به نظر می‌رسد که این اصطلاح در دوران استعمار آمریکای شمالی به بخشی از استفاده رایج تبدیل شد و به بریتانیای کبیر بازگردانده شد. از آن زمان، در نام‌های رایج برای لاک‌پشت‌های آبی در زبان انگلیسی استفاده می‌شود.